# 24 июня
24 июня — 175-й день года (176-й в високосные годы) по григорианскому календарю.
До конца года остаётся 190 дней.
До 15 октября 1582 года — 24 июня по юлианскому календарю, с 15 октября 1582 года — 24 июня по григорианскому календарю.
В XX и XXI веках соответствует 11 июня по юлианскому календарю.

## Праздники и памятные дни

### Международные
- ООН — Международный день женщин в дипломатии[2].

### Национальные
- Латвия,  Эстония — Янов день (латыш. Jāņi, эст. Jaanipäev).
- Перу,  Боливия,  Эквадор — Инти Райми.

### Религиозные
Католицизм
- Рождество Иоанна Крестителя.

 Православие
- Память апостолов Варфоломея (Нафана́ила) и Варнавы (Иосии) (I);
- преподобного Варнавы Ветлужского (1445);
- перенесение мощей преподобного Ефрема Новоторжского, архимандрита (1572);
- Собор преподобных отцов Псково-Печерских (переходящее празднование в 2018 году);
- празднования в честь икон Божией Матери:
  - Абульской;
  - «Достойно есть» (Милующая) (X).

### Именины
- Католические: Данута, Иоанн.
- Православные: Варнава, Варфоломей, Ефрем.

## События
См. также: Категория:События 24 июня

### До XIX века
- 1314 — в битве при Бэннокберне шотландский король Роберт Брюс разбил армию английского короля Эдуарда II, восстановив независимость своей страны.
- 1497 — Джон Кабот открыл Канаду (Ньюфаундленд).
- 1571 — на Филиппинах баском Мигелем Лопесом Легаспи основан город Манила.
- 1619 — митрополит Филарет, отец царя Михаила Фёдоровича, возведён в патриархи Всея Руси.
- 1667 — Вторая англо-голландская война: триумфально завершился Рейд на Медуэй голландского флота под командованием Михила де Рёйтера. Он стал одним из самых тяжёлых поражений английского флота и приблизил окончание войны.
- 1793 — французский Конвент принял первую демократическую конституцию (которая так и не была приведена в действие). Франция провозглашена республикой.
- 1795 — Екатерина II учредила Подольскую губернию Российской империи.

### XIX век
- 1812 — армия Наполеона, перейдя реку Неман, вторглась на территорию Российской империи. Началась Отечественная война 1812 года.
- 1880 — впервые публично исполняется песня «О, Канада».
- 1893 — норвежский исследователь Фритьоф Нансен отправился к Северному полюсу на судне «Фрам» («Вперёд»).
- 1899 — на Кольском полуострове основан город-порт Полярный (ныне город Полярный). В годы Великой Отечественной войны был главной базой Северного флота.

### XX век
- 1901 — в Париже открылась первая выставка 19-летнего художника из Барселоны Пабло Руиса Пикассо.
- 1916 — впервые сумма контракта звезды Голливуда составила семизначное число. «Возлюбленная Америки» Мэри Пикфорд подписала контракт со студией «Paramount Pictures» на сумму 1 040 000 долл. США.
- 1925 — в Берлине здание рейхстага захвачено толпой вкладчиков, чьи сбережения сгорели во время послевоенной гиперинфляции в Германии.
- 1930 — первое использование радара для обнаружения самолётов (Анакостия, округ Колумбия).
- 1931 — в «Правде» напечатана статья Максима Горького «Об антисемитах».
- 1932
  - Открытие аэропорта Пулково в Ленинграде.
  - Сиамская революция, приведшая к смене абсолютной монархии в Сиаме на конституционную и к установлению однопартийного режима Кхана Ратсадон.
- 1934 — столица Украины перенесена из Харькова в Киев.
- 1935 — в Тбилиси открылась первая в СССР детская железная дорога.
- 1937 — пленум ЦК ВКП(б) прервал выступление одного из лидеров Коминтерна Осипа Пятницкого, потребовавшего прекратить репрессии со стороны НКВД (на следующий день глава НКВД Н. Ежов объявил Пятницкого агентом царской охранки).
- 1940
  - Впервые телекамеры были использованы для освещения политического события — съезда республиканцев, выбиравших своего кандидата на президентские выборы в США.
  - В хорватском Загребе вышел в свет первый номер газеты «Politički vjesnik» (ныне — «Vjesnik»), в годы Второй мировой войны служившей основным источником информации о действиях партизан.
- 1941 — сообщения о военных действиях стало давать Советское Информбюро.
- 1945 — Парад Победы на Красной площади. Парад принимал Маршал Советского Союза Г. К. Жуков. Командовал парадом Маршал Советского Союза К. К. Рокоссовский. Кульминацией парада стало бросание нацистских штандартов и знамён к мавзолею Ленина.
- 1948 — начало блокады Западного Берлина Советским Союзом.
- 1951 — началось коммерческое цветное телевещание (CBS).
- 1959 — в Москве Н. С. Хрущёв пообещал вице-президенту США Ричарду Никсону показать «кузькину мать».
- 1963
  - В столице Великобритании Лондоне, в студии Би-Би-Си, впервые продемонстрирован бытовой видеомагнитофон.
  - Открытие Всемирного конгресса женщин в Москве.
- 1973 — Леонид Брежнев во время посещения с официальным визитом США заявил о том, что холодная война закончена.
- 1975 — в Нью-Йорке произошла катастрофа самолёта Boeing 727 компании Eastern Airlines, погибли 113 человек.
- 1982
  - Запущен «Союз-Т-6» с первым французским космонавтом на борту (Жан-Лу Кретьеном).
  - Инцидент с Boeing 747 над Явой: после прохождения через облако вулканического пепла у самолёта Boeing 747 отказали все двигатели. На высоте 3000 метров их удалось запустить, и лайнер благополучно долетел до аэропорта Халим в Джакарте.
- 1990 — последний концерт Виктора Цоя и группы «Кино», состоявшийся на стадионе Лужники.
- 1994
  - Катастрофа B-52 на авиабазе Фэйрчайлд.
  - На сессии Совета ЕС на высшем уровне, проходившей на о-ве Керкира (Корфу), Президент РФ Ельцин подписал «Соглашение о партнёрстве и сотрудничестве Российской Федерации и Европейского союза», которое вступало в силу 1 декабря 1997 года. В соответствии с ним были созданы Совет сотрудничества между Россией и ЕС, который является главным координирующим органом на уровне министров, и другие совместные органы.
- 1995 — при посадке в Лагосе (Нигерия) разбился самолёт Ту-134А компании Harka Air Service, погибли 16 человек.

### XXI век
- 2010
  - На Уимблдонском турнире закончился теннисный матч между Джоном Изнером и Николя Маю — самый длинный матч в истории тенниса, начавшийся 22 июня.
  - Новым лидером правящей в Австралии Лейбористской партии и премьер-министром страны впервые стала женщина — Джулия Гиллард[5].
- 2012 — умер Одинокий Джордж, самец галапагосской черепахи.
- 2021 — в Майами (США, штат Флорида) обрушился многоэтажный жилой дом. Погибли 98 человек.
- 2023 — в России окончился мятеж ЧВК «Вагнер».
- 2025 — ВС РФ нанесли ракетные удары по Днепру и области, в результате которых 21 человек погиб и более 300 было ранено.

## Родились
См. Категория:Родившиеся 24 июня

### До XIX века
- 1210 — Флорис IV (ум. 1234), граф Голландии и Зеландии.
- 1244 — Генрих I (ум. 1308), ландграф Гессена.
- 1322 — Жанна (ум. 1406), герцогиня Брабанта.
- 1360 — Нуну Алвареш Перейра (ум. 1431), португальский полководец.
- 1485 — Елизавета Датская (ум. 1555), принцесса Датская.
- 1499 — Иоганн Бренц (ум. 1570), швабский богослов, реформатор.
- 1695 — Мартин Мейтенс-мл. (ум. 1770), австрийский художник-портретист эпохи барокко.
- 1771 — Элетер Дюпон (ум. 1834), французский промышленник, основатель и первый президент компании DuPont.
- 1783 — Иоганн фон Тюнен (ум. 1850), немецкий экономист.
- 1795 — Эрнст Вебер (ум. 1878), немецкий психофизиолог и анатом.

### XIX век
- 1813 — Генри Уорд Бичер (ум. 1887), американский религиозный деятель.
- 1816 — Пётр Боклевский (ум. 1897), русский художник-график, иллюстратор.
- 1819 — Пётр Шмельков (ум. 1890), русский художник, карикатурист-сатирик.
- 1822 — Надежда Стасова (ум. 1895), российская общественная деятельница.
- 1828 — Аксель Гадолин (ум. 1892), финский и российский учёный в области артиллерийского оружия, обработки металлов, минералогии и кристаллографии.
- 1838 — Ян Матейко (ум. 1893), польский художник.
- 1842 — Амброз Бирс (ум. 1914), американский писатель и журналист.
- 1850 — Гораций Герберт Китченер (ум. 1916), британский фельдмаршал, граф.
- 1852
  - Виктор Адлер (ум. 1918), один из лидеров австрийской социал-демократии.
  - Фридрих Лёффлер (ум. 1915), немецкий бактериолог и гигиенист, один из основоположников медицинской микробиологии.
- 1875 — Роберт Гарретт (ум. 1961), американский спортсмен, первый олимпийский чемпион в толкании ядра и метании диска, двукратный чемпион и 4-кратный призёр первой Олимпиады (1896).
- 1881 — Григорий Котовский (убит в 1925), революционер, герой Гражданской войны в России, советский военный и политик.
- 1883
  - Виктор Франц Гесс (ум. 1964), австрийский и американский физик, лауреат Нобелевской премии (1936).
  - Екатерина Рощина-Инсарова (ум. 1970), русская драматическая актриса.
- 1888 — Николай Смолич (ум. 1968), украинский актёр, театральный режиссёр, народный артист СССР.
- 1900 — Михаил Запашный (ум. 1982), советский артист, основатель цирковой династии Запашных.

### XX век
- 1905 — Джорджия Хейл (ум. 1985), американская актриса немого кино.
- 1906 — Ганс Ярай (ум. 1990) австрийский писатель, певец, актёр театра и кино.
- 1908
  - Марина Ладынина (ум. 2003), актриса театра и кино, народная артистка СССР.
  - Туллио Пинелли (ум. 2009), итальянский писатель и сценарист.
- 1909 — Уильям Пенни (ум. 1991), английский физик, руководитель британской программы по созданию атомной бомбы.
- 1911
  - Вера Оболенская (казнена в 1944), княгиня, героиня антифашистского движения Сопротивления во Франции, кавалер ордена Почётного легиона.
  - Эрнесто Сабато (ум. 2011), аргентинский писатель, эссеист, художник и учёный-физик.
  - Хуан Мануэль Фанхио (ум. 1995), аргентинский автогонщик, 5-кратный чемпион мира в классе «Формула-1».
- 1912 — Сергей Филиппов (ум. 1990), комедийный актёр театра и кино, народный артист РСФСР.
- 1913 — Павел Усовниченко (ум. 1962), советский актёр театра и кино.
- 1914 — Ян Карский (ум. 2000), участник польского движения Сопротивления, Праведник мира.
- 1915 — сэр Фред Хойл (ум. 2001), английский астрофизик, космолог и писатель-фантаст.
- 1920 — Владимир Харитонов (ум. 1981), русский советский поэт-песенник.
- 1923 — Марк Рибу (ум. 2016), французский фотограф, фотокорреспондент, мастер репортажной съёмки.
- 1927 — Мартин Перл (ум. 2014), американский физик, лауреат Нобелевской премии (1995).
- 1928 — Инна Лиснянская (ум. 2014), советская и российская поэтесса, прозаик.
- 1930 — Клод Шаброль (ум. 2010), французский кинорежиссёр.
- 1932
  - Дэвид Мактаггарт (погиб в 2001), канадский активист, основатель всемирного экологического движения Greenpeace.
  - Михаил Огоньков (ум. 1979), советский футболист, олимпийский чемпион (1956).
- 1935
  - Роберт Дауни-старший (ум. 2021), американский актёр, кинорежиссёр, сценарист и продюсер.
  - Терри Райли, американский композитор и пианист.
- 1936 — Борис Юрченко (ум. 1996), советский киноактёр.
- 1938 — Борис Лагутин (ум. 2022), советский боксёр, двукратный чемпион Европы и Олимпийских игр.
- 1940
  - Витторио Стораро, итало-американский кинооператор, лауреат трёх премий «Оскар».
  - Генриетта Яновская, главный режиссёр Московского ТЮЗа, народная артистка России.
- 1942 — Олег Форостенко, актёр кино и озвучивания, режиссёр театра им. Вахтангова.
- 1944 — Джефф Бек (ум. 2023), британский гитарист-виртуоз, композитор, 7-кратный лауреат премии «Грэмми».
- 1945 — Колин Бланстоун, британский певец и композитор, вокалист группы «The Zombies».
- 1947
  - Питер Уэллер, американский актёр.
  - Мик Флитвуд, британский рок-музыкант, барабанщик, один из основателей группы «Fleetwood Mac».
- 1948 — Патрик Мораз, швейцарский музыкант-клавишник и композитор, участник групп «Yes», «The Moody Blues».
- 1949 — Джон Иллсли, британский музыкант, бас-гитарист блюз-рок-группы «Dire Straits».
- 1950 — Нэнси Аллен, американская актриса.
- 1952 — Юрий Неёлов, советский и российский государственный деятель, глава администрации Ямало-Ненецкого автономного округа (1994—1995), губернатор Ямало-Ненецкого автономного округа (1995—2010).
- 1958 — Джон Торторелла, американский хоккеист и тренер.
- 1961
  - Иэн Глен, шотландский актёр («Обитель зла», «Игра престолов» и др.).
  - Курт Смит, британский рок-музыкант, певец, автор песен, участник дуэта «Tears for Fears».
  - Наталья Шапошникова, советская гимнастка, двукратная олимпийская чемпионка (1980), чемпионка мира (1978).
- 1963
  - Юрий Каспарян, советский и российский рок-музыкант, гитарист группы «Кино».
  - Лариса Шахворостова, советская и российская актриса, телеведущая, педагог.
- 1964 
  - Станислав Концевич, советский и российский актёр и кино, мастер дубляжа.
  - Вадим Дорохов, советский гитарист и автор песен.
- 1967 — Шерри Стрингфилд, американская актриса.
- 1968 — Борис Гельфанд, советский и израильский шахматист, гроссмейстер.
- 1969 — Анна Назарьева, советская и российская киноактриса.
- 1973 — Екатерина Ионас, российская актриса театра и кино.
- 1975 — Карла Галло, американская актриса.
- 1976 — Елена Перова, российская певица, музыкант, актриса, телеведущая, экс-солистка групп «Лицей», «Амега».
- 1977 — Рамиля Искандер, российская актриса театра и кино.
- 1978 — Хуан Роман Рикельме, аргентинский футболист, олимпийский чемпион (2008).
- 1979
  - Минди Калинг (урожд. Вера Минди Чокалингам), американская комедиантка, актриса и сценаристка.
  - Петра Немцова, чешская модель, телеведущая.
- 1980 — Минка Келли, американская актриса.
- 1981 — Ванесса Рэй, американская актриса.
- 1982 — Наташа Душев-Янич, венгерская байдарочница, трёхкратная олимпийская чемпионка, многократная чемпионка мира.
- 1986 — Соланж Ноулз, американская певица, автор песен, танцовщица, модель и актриса.
- 1987 — Лионель Месси, аргентинский футболист, олимпийский чемпион (2008), чемпион мира (2022), лучший бомбардир в истории национальной сборной.
- 1990 — Анна Асти (наст. фамилия Дзюба), украинская певица.
- 1991 — Мутаз Эсса Баршим, катарский прыгун в высоту суданского происхождения, олимпийский чемпион (2020), многократный чемпион мира.
- 1992
  - Давид Алаба, австрийский футболист, 7 раз признававшийся лучшим футболистом года в Австрии.
  - Екатерина Горина, российская актриса, колумнистка и писательница.
- 1993
  - Хасанбой Дусматов, узбекский боксёр, олимпийский чемпион (2016).
  - Стина Нильссон, шведская лыжница, чемпионка мира (2019) и Олимпийских игр (2018), биатлонистка.
- 1994
  - Эрин Мориарти, американская актриса кино и телевидения.
  - Николь Муньос, канадская актриса.
- 1998 — Пьер-Люк Дюбуа, канадский хоккеист, серебряный призёр чемпионатов мира (2019, 2022).

## Скончались
См. Категория:Умершие 24 июня

### До XIX века
- 79 — Веспасиан (р. 9), римский император (с 69, после Нерона).
- 1398 — Чжу Юаньчжан (р. 1328), китайский император (с 1368), основатель династии Мин.
- 1519 — графиня Лукреция Борджиа (р. 1480), незаконная дочь папы римского Александра VI.
- 1795 — Уильям Смелли (р. 1740), шотландский историк, энциклопедист, составитель и главный редактор первого издания «Британской энциклопедии».

### XIX век
- 1846 — Ян Франс Виллемс (р. 1793), фламандский поэт, филолог, историк, переводчик, политический деятель.
- 1860 — Жером Бонапарт (р. 1784), младший брат Наполеона I Бонапарта.
- 1879 — Жан Жозеф Огюстен Эрнест Фэвр (р. 1827), французский врач, физиолог и педагог, доктор медицины, с 1877 г. президент Лионской академии наук[фр.].
- 1883 — Валентин Корш (р. 1828), русский журналист, публицист, историк литературы.
- 1894 — Мари Франсуа Сади Карно (р. 1837), французский инженер и политик, президент Франции (1887—1894).

### XX век
- 1908 — Гровер Кливленд (р. 1837), 22-й и 24-й президент США (1885—1889 и 1893—1897).
- 1922 — убит Вальтер Ратенау (р. 1867), германский промышленник, министр иностранных дел (в 1922).
- 1924 — Уильям Джеймс Пирри (р. 1847), ирландский судостроитель и бизнесмен, создатель «Титаника».
- 1935 — погиб Карлос Гардель (р. 1887 или 1890), аргентинский певец, композитор, актёр, исполнитель танго.
- 1943 — Фредерик Генри Эванс (р. 1853), английский фотограф, мастер архитектурной съёмки.
- 1950 — Иван Шмелёв (р. 1873), русский писатель, публицист, православный мыслитель.
- 1952 — Иван Клюквин (р. 1900), советский актёр театра и кино.
- 1956 — Иван Лихачёв (р. 1896), нарком машиностроения СССР (1939—1940), министр автомобильного транспорта и шоссейных дорог (1953—1956).
- 1962 — Анатолий Мариенгоф (р. 1897), русский поэт-имажинист, теоретик искусства, прозаик, драматург, мемуарист.
- 1963 — Владимир Дыховичный (р. 1911), советский писатель-сатирик, драматург, поэт, артист эстрады.
- 1969 — Вилли Лей (р. 1906), немецкий и американский исследователь, писатель, популяризатор науки.
- 1976 — Имоджен Каннингем (р. 1883), выдающаяся американская женщина-фотограф.
- 1978 — Мстислав Келдыш (р. 1911), советский учёный в области математики, механики, космической науки и техники, академик, трижды Герой Социалистического Труда.
- 1980 — Борис Кауфман (р. 1903), французский и американский кинооператор и режиссёр российского происхождения.
- 1982 — Елена Кругликова (р. 1907), оперная певица (лирическое сопрано), народная артистка РСФСР.
- 1991 — Руфино Тамайо (р. 1899), мексиканский художник.

### XXI век
- 2004 — Афанасий Кочетков (р. 1930), актёр театра и кино, народный артист РСФСР.
- 2006 — Вячеслав Марычев (р. 1939), российский политик, депутат Госдумы 1-го созыва.
- 2008
  - Леонид Гурвич (р. 1917), американский экономист, лауреат Нобелевской премии (2007).
  - Алла Казанская (р. 1920), актриса театра и кино, театральный педагог, народная артистка РСФСР.
  - Виктор Кузькин (р. 1940), советский хоккеист, многократный чемпион мира и Олимпийских игр.
- 2015 — Олег Творогов (р. 1928), советский и российский филолог-медиевист.
- 2024 — Анна Дмитриева (р. 1940), советская теннисистка и теннисный тренер, советская и российская спортивная журналистка, комментатор. Заслуженный мастер спорта СССР (1964), 18-кратная чемпионка СССР. Занимала руководящие посты на «НТВ-Плюс», заслуженный работник культуры Российской Федерации (2007).
- 2025 — Питирим (Волочков) (р.1960) — епископ Русской Православной Церкви, архиепископ Сыктывкарский и Коми-Зырянский (с 1995)

## Приметы
Варнава Земляничник. Варфоломей и Варнава. Варфоломей.
- Не следует рвать траву[6].